# Karumba Airport
Karumba Airport är en flygplats i Australien. Den ligger i kommunen Carpentaria och delstaten Queensland, omkring 1 700 kilometer nordväst om delstatshuvudstaden Brisbane.
Trakten runt Karumba Airport är nära nog obefolkad, med mindre än två invånare per kvadratkilometer..
Trakten runt Karumba Airport består i huvudsak av gräsmarker. Savannklimat råder i trakten. Genomsnittlig årsnederbörd är 832 millimeter. Den regnigaste månaden är februari, med i genomsnitt 262 mm nederbörd, och den torraste är augusti, med 1 mm nederbörd.